# 水銀整流器

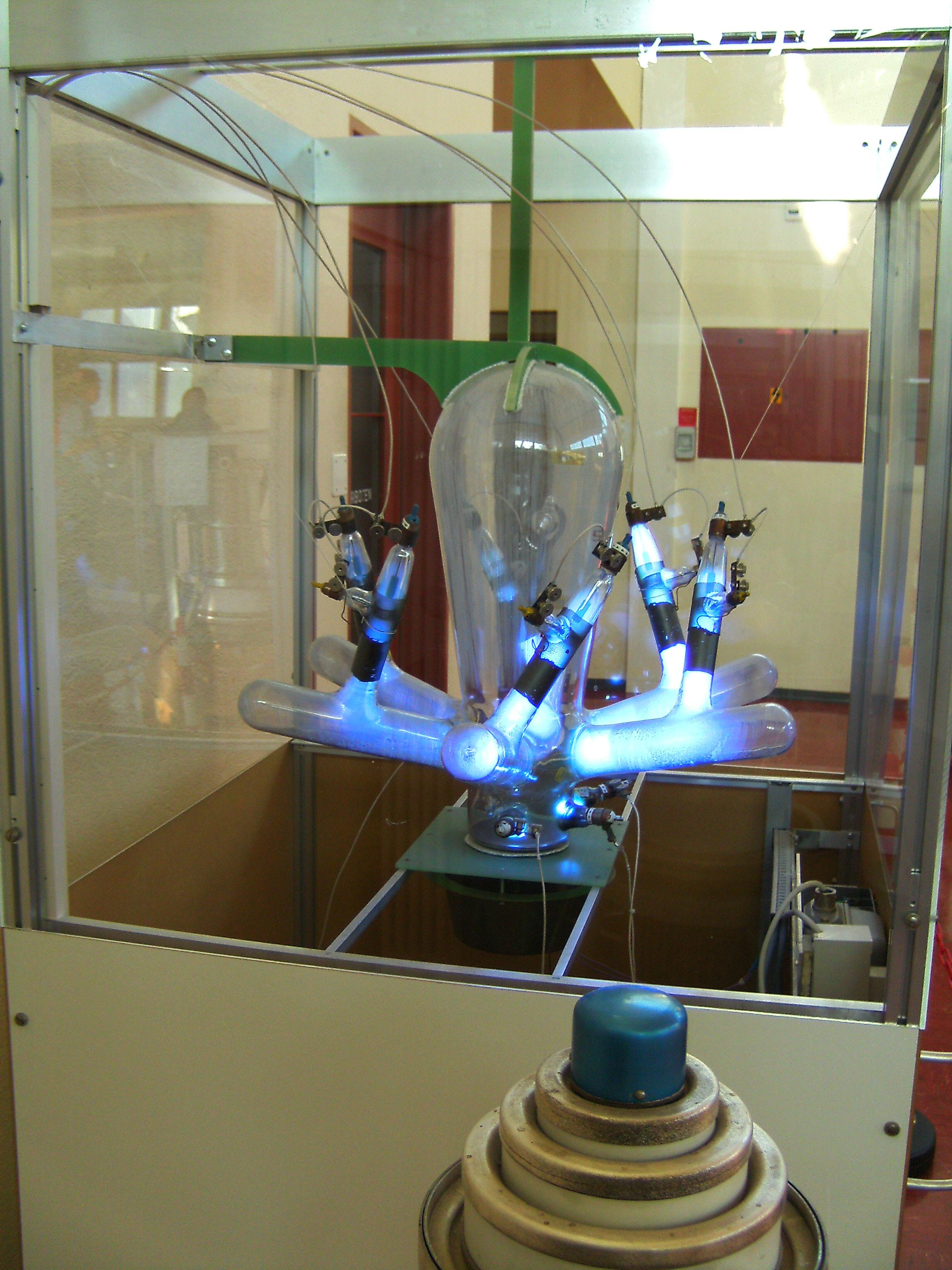
照片顯示在 瑞士 Beromünster AM廣播發射器的水銀整流器，在它退役之前之使用情形。其規格為三相六陽極全波整流。

水銀整流器（英語：Mercury-arc valve）是一種電整流器，其功能是在高電壓或高電流的狀態下將交流電轉換成直流電。它是一種冷陰極氣體填充真空管，但不同於一般的真空管，其陰極是一池可自恢復的液態水銀。因此水銀整流器比其他類型的整流器尤其在高電流的情況下更為持久耐用。
水銀電弧整流器是美國電氣工程師彼得·庫珀·休伊特（Peter Cooper Hewitt）於1902年發明的，為當時工業馬達、電氣化鐵路、有軌電車、電動機關車等提供動力。同時也用於無線電發射機以及高電壓直流電的電力傳輸。水銀電弧整流器為半導體整流器發明之前的高功率整流之主要解決方案。半導體整流器要直到1970年代才被廣泛使用例如二極體、閘流體及可關斷晶閘管等。目前半導體整流器由於其更高的可靠性、低製造和維護成本以及低環境風險的緣故已將水銀電弧整流器全面取代。